# Jaskinia Sibudu
Jaskinia Sibudu (ang. Sibudu Cave) – schronisko skalne w piaskowcowym klifie, znajdujące się w prowincji KwaZulu-Natal w RPA. Jest to ważne stanowisko archeologiczne, które było zasiedlone z przerwami od około 77 tysięcy lat temu do około 38 tysięcy lat temu, w okresie Middle Stone Age.
Znaleziono na nim wiele najwcześniejszych znanych przykładów ważnych rozwiązań technicznych. Należą do nich najstarsze znane: kościane ostrze (grot do strzały) (61 tys. lat temu), ślady użycia dwuskładnikowego kleju wymagającego podgrzewania (72 tys. lat temu), materac wyścielający miejsce do spania (77 tys. lat temu).
Znaleziska kleju i materaca są szczególnie doniosłe, gdyż złożoność procesu kognitywnego prowadzącego do ich wynalezienia wskazuje na ciągłość pomiędzy myśleniem wczesnych i współczesnych ludzi.

## Opis
Jaskinia Sibudu jest schroniskiem skalnym, położonym około 40 km na północ od Durbanu i około 15 km od wybrzeża morskiego, niedaleko miejscowości Tongaat. Jest to stromy, zalesiony klif skierowany ku południowemu zachodowi, ponad rzeką Tongati River, na terenie współczesnych plantacji trzciny cukrowej. Schronisko uformowała erozyjnie rzeka, która obecnie przepływa około 10 m poniżej. Podłoże tej wnęki skalnej ma 55 m długości i około 18 m szerokości. Zawiera ono osady z neolitu, dobrze zachowane pod względem organicznym i możliwe do precyzyjnego datowania metodami termoluminescencyjnymi.
Pierwszymi wykopaliskami po jej odkryciu w 1983 kierował Aron Mazel z Natal Museum. Lyn Wadley z University of the Witwatersrand wznowiła je po przerwie we wrześniu 1998.

## Okresy zamieszkania
Zasiedlenie Jaskini Sibudu dzieli się na fazy:
- pre-Still Bay
- Still Bay (72–71 tysięcy lat temu)
- Howiesons Poort (ponad 61 tysięcy lat temu),
- post-Howiesons Poort (58,5 tysiąca lat temu),
- late Middle Stone Age (47,7 tysiąca lat temu)
- final Middle Stone Age (38,6 tysiąca lat temu).

Dwukrotnie występowały okresy opuszczenia jaskini, po około 10 tysięcy lat za każdym razem, pomiędzy fazami post-Howiesons Poort i late Middle Stone Age, oraz pomiędzy late Middle Stone Age i final Middle Stone Age. Poza tym około tysiąca lat temu wystąpił okres zasiedlenia przez ludność epoki żelaza.
Dane wskazują, że przerwy odpowiadały okresom osuszenia klimatu, a fazy zasiedlenia – okresom wilgotniejszym.

## Technologie

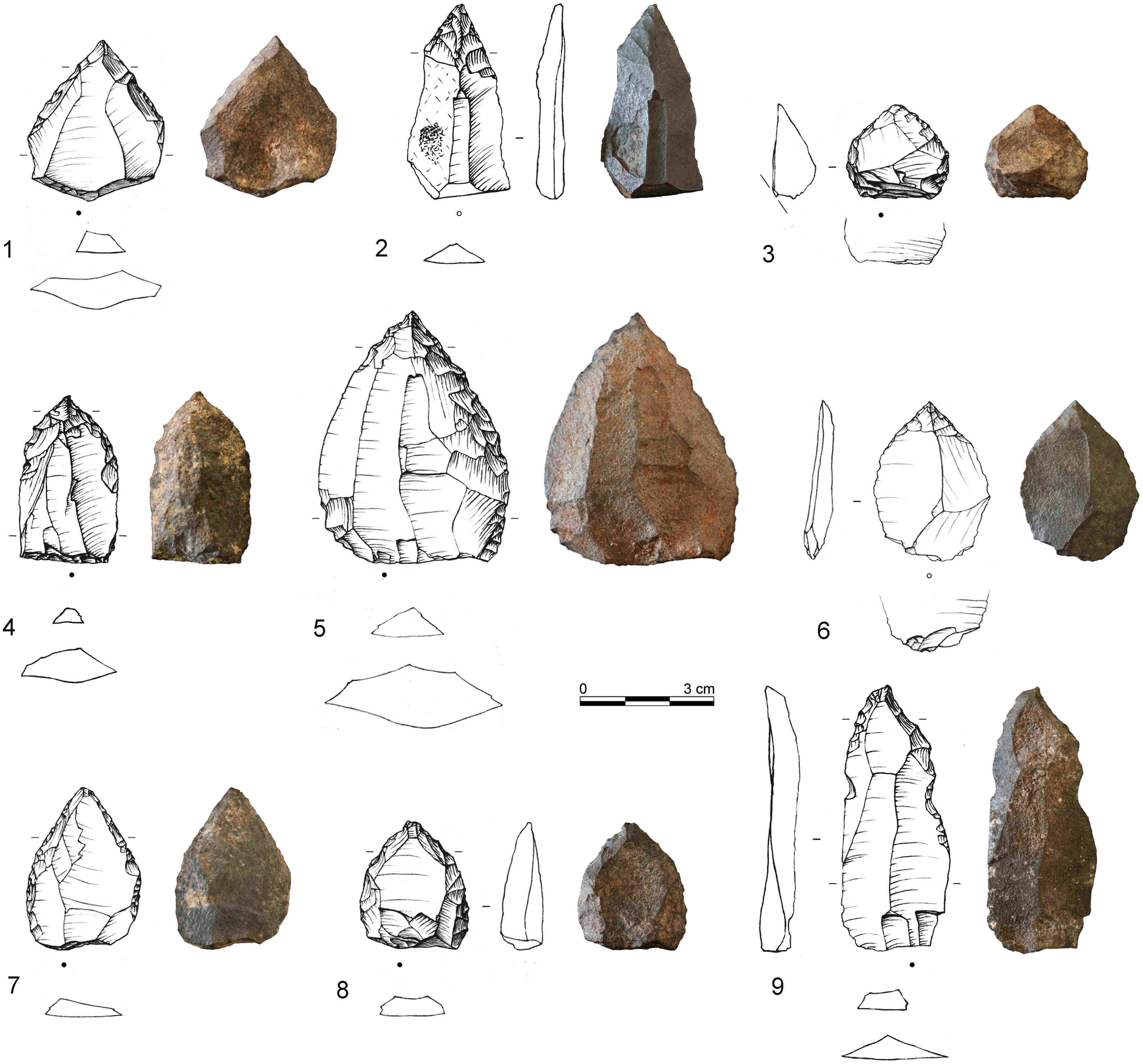
Zdjęcia i rysunki narzędzi kamiennych znalezionych w Jaskini Sibudu

W fazie pre-Still Bay mieszkańcy jaskini posługiwali się technologią odłupkową, ale wytwarzali niewiele narzędzi. Ludność fazy Still Bay wytwarzała, oprócz odłupków, także pięściaki i ostrza.
Analiza śladów na tych ostatnich dostarczyła dowodów, że kiedyś użyto kleju wieloskładnikowego w celu przytwierdzenia ich podstawy do trzonka. Przykłady technologii, których ślady znaleziono na tym stanowisku:
- ostrze kościane, prawdopodobny grot strzały, o 20 tysięcy lat starsze niż inne wcześniej znane podobne znaleziska - to znalezisko dowodzi, że z łuku i grotów kościanych korzystano już 61 tysięcy lat temu[2],
- najstarsza znaleziona igła kościana, datowana na 61 tysięcy lat temu, ze śladami zużycia typowymi dla narzędzi używanych do dziurawienia skór zwierzęcych[2],
- najstarszy znany przykład użycia kleju wieloskładnikowego w postaci mieszanki gumy naturalnej i ochry, wykorzystanego do mocowania ostrzy kamiennych do drzewca w celu zbudowania strzały; datowany na nie mniej niż 71 tysięcy lat temu[2],
- paciorki z muszli, jednak młodsze niż te znalezione w jaskini Blombos (71 tysięcy lat temu w Blombos, 65 tysięcy lat temu w Sibudu)[10][11],
- najwcześniejszy znany przykład stworzenia materaca, datowany na 77 tysięcy lat temu, o 50 tysięcy lat wcześniej niż jakiekolwiek inne ślady tego typu. Materac ten był wykonany z warstwy ciborowatych i innych roślin jednoliściennych, przykrytych liśćmi zawierającymi substancje owadobójcze i larwobójcze. Pochodziły one z rośliny Cryptocarya woodii, która do dziś wykorzystywana jest w medycynie ludowej[3].

Mieszkańcy z fazy Howiesons Poort wytwarzali narzędzia z wiórów. Miały one kształt cząstki pomarańczy, z prostą, ostrą krawędzią tnącą i w sposób celowy, w wyniku obróbki, wygiętą krawędzią tylną. Były mocowane do uchwytów drewnianych za pomocą kleju albo z ochry i gumy roślinnej, albo z tłuszczu i substancji roślinnych. Czasem szczególnie długa krawędź tnąca wymagała użycia wyjątkowo mocnego połączenia klejowego.
Po okresie Howiesons Poort ostrza były używane do polowania, na przykład jako ostrza strzał. Analiza śladów zużycia wskazuje, że nadal do ich łączenia używano kleju z zawartością ochry.

## Archeologia a rozwój procesów poznawczych
Eksperymentalne odtworzenie technologii wytwarzania narzędzi z użyciem materiałów dostępnych w okolicy Sibudu wskazało na znaczny stopień komplikacji procesu myślowego niezbędnego do jej opanowania. Grot kamienny był łączony z drewnem za pomocą kleju składającego się z gumy roślinnej, ochry i niewielkich ilości składników ułatwiających obróbkę: wosku pszczelego, gruboziarnistych cząsteczek lub tłuszczu. Mieszanina musiała mieć odpowiednie proporcje składników i zostać poddana kontrolowanej obróbce cieplnej. Należało uniknąć jej zagotowania lub nadmiernego wysuszenia, które osłabiłyby powstający kit. Wytwórca musiał także obniżyć kwasowość substancji. Rekonstrukcja tego procesu pozwoliła stwierdzić, że do jego stworzenia i kontroli potrzebne były wielopoziomowe i abstrakcyjne procesy myślowe, typowe dla ludzi współczesnych.

Rzemieślnicy żyjący w Middle Stone Age musieli być w stanie myśleć abstrakcyjnie o własnościach gum roślinnych i naturalnych surowców żelaznych, mimo że brakło im empirycznych metod dla ich pomiarów. Cechy gumy: wilgotna, lepka, klejąca, były poddawane myślowej abstrakcji i przeciwstawiane cechom ochry: sucha, sypka, wysuszająca. Jednocześnie rzemieślnik musiał myśleć o prawidłowym umieszczeniu kamiennej wstawki w trzonku… Aczkolwiek w pełni współczesne zachowania są rozpoznawalne dopiero w dosyć późnych okresach Middle Stone Age, dowody poszlakowe tutaj prezentowane wskazują, że ludzi, którzy tworzyli wieloskładnikowe kleje w czasach Middle Stone Age, łączyły z ich współczesnymi potomkami co najmniej niektóre zaawansowane zachowania.

W komentarzu do publikacji opisującej te badania pojawiła się sugestia, że archeolodzy mają możliwość wniesienia wkładu także do naszego rozumienia ewolucji współczesnego rozumu.
Niektóre z ostrzy na trzonkach mogły być wystrzeliwane z łuków. Większość cech, takich jak rozkład mikroresztek kleju bądź mikrośladów zużycia, będzie podobna na broni wystrzeliwanej i rzucanej. Eksperymenty mające na celu rozróżnienie rzucanych oszczepów od wystrzeliwanych strzał jeszcze nie zostały przeprowadzone. Jednak istnieje kontekstowe wsparcie dla tezy o użyciu grotów na strzałach. Polowano wówczas na liczne gatunki zwierząt, w tym szczególnie na te, które preferują zamknięte środowiska lesiste. Były wśród nich okazy szybko poruszające się po ziemi i drzewach. Jest to argument za wykorzystaniem do polowania pułapek i sideł. Wymagają one do swojej konstrukcji sznurów i węzłów, które są też przydatne do wyrobu łuków. Konstrukcja sidła oparta jest także na zrozumieniu i wykorzystaniu energii zmagazynowanej w wygiętej gałęzi, co jest również główną ideą działania łuku.
Użycie liści Cryptocarya w posłaniach wskazuje, że wykorzystanie leczniczych cech roślin mogło wczesnym ludziom przynieść korzyści adaptacyjne, jak też oznacza nowy wymiar ich zachowań.

## Przerywany postęp technologiczny
Występowanie artefaktów, takich jak igła, groty strzał, paciorki z muszli, w Jaskini Sibudu i na innych stanowiskach, układa się we wzór, w którym raz dokonane innowacje nie są dalej sukcesywnie ulepszane i rozwijane, tylko pojawiają się i zanikają. Na przykład, paciorki z muszli znajdowane są w warstwach z fazy Still Bay, ale nie ma ich w warstwach z późniejszej fazy Howiesons Poort, ani w Sibudu ani na innych stanowiskach. To stawia pod znakiem zapytania hipotezę, że wczesny rozwój technologiczny był procesem akumulacji usprawnień i ulepszeń. Rozważając artefakty pochodzące z Sibudu autorzy komentują, że znaleziska te

… nie mogą być użyte jako wsparcie klasycznej koncepcji pochodzenia ludzkości z Afryki, która przewidywała wzrastającą złożoność oraz gromadzenie się innowacji w okresie Middle Stone Age, determinowane przez czynniki biologiczne. Zamiast tego, innowacje pojawiają się, znikają, po czym pojawiają ponownie, co pasuje raczej do scenariusza, w którym wpływy zdarzeń historycznych i środowiskowych są głównym motorem zmian, bardziej niż zdolności kognitywne.

Jednak także pogląd, że to zmiany środowiskowe odpowiadały za obserwowany wzorzec zmian, został zakwestionowany. Zamiast niego wskazano na modyfikacje w sieciach społecznych, wywołane zmianami gęstości zaludnienia.